# گودومار
گودومار (به انگلیسی: Godomar) آخرین شاه بورگوندی بود که پس از مرگ برادر بزرگش از ۵۲۴–۵۳۴ میلادی بر بورگوندی حکومت می‌کرد. هم او و هم برادرش، زیگیسموند شاه بورگوندی، در نبرد با فرزندان کلوویس (شاه فرانکها) مغلوب شدند. گودومار گریخت اما زیگیسموند اسیرِ کلودومر (شاه اورلئان) گردید و مدتی بعد به قتل رسید.
گودومار ارتشی را جمع کرد و دوباره بورگوندی را پس گرفت اما این بار، کلودومر و برادرش، تئودوریک اول (شاه متز)، با لشکری نیرومند به بورگوندی حمله کردند.
گودومار شکست خورده و از میدان نبرد گریخت. او تا مدت‌ها بعد تحت تعقیب قرار داشت تا آنکه در ۵۳۴ میلادی به دست فرانک‌ها اسیر و کشته شد. سپس، بورگوندی کاملاً مغلوب و مطیع فرانک‌ها گشت.